# Snöbollskrig

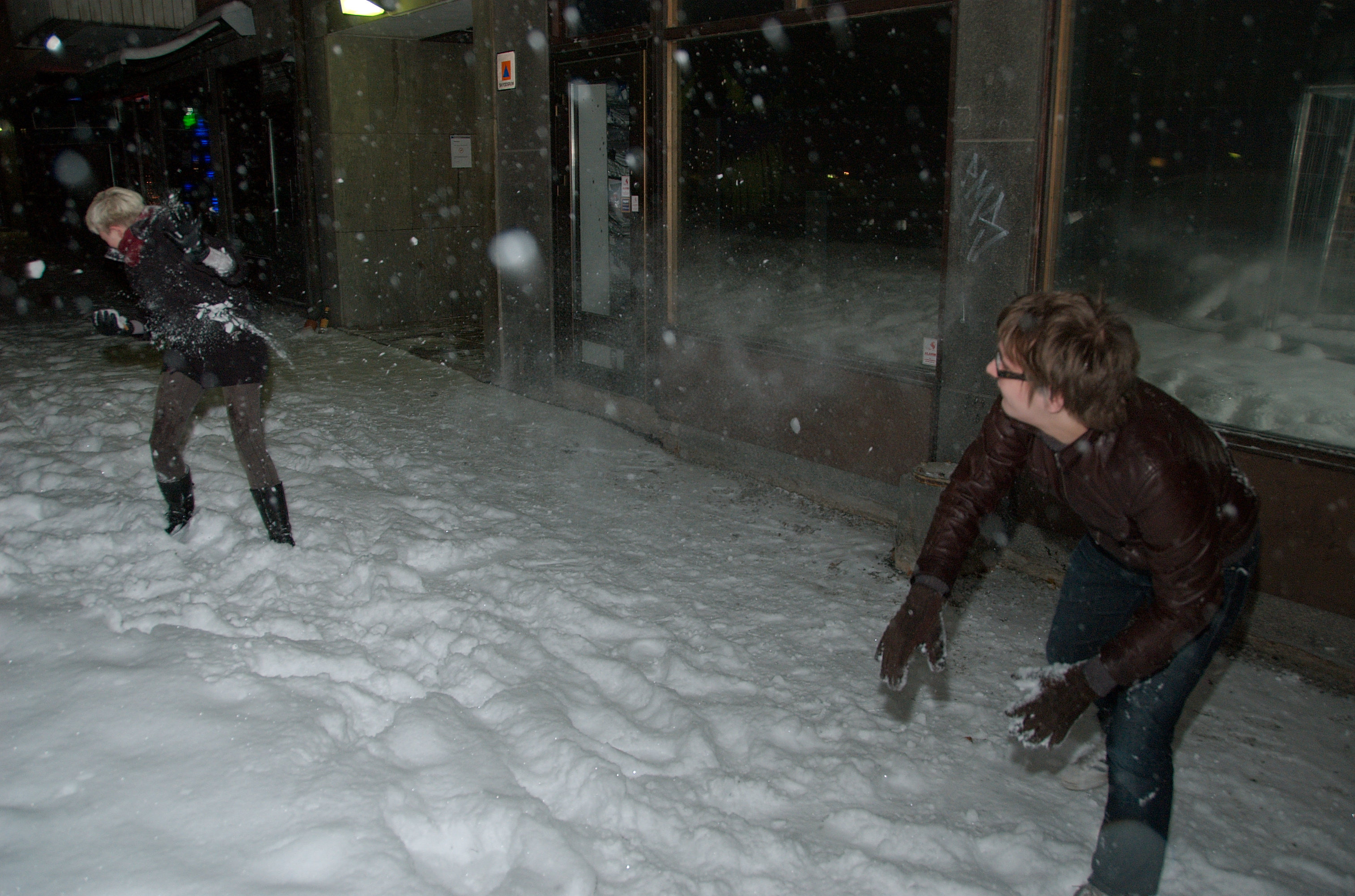
Snöbollskrig i Stockholm i december 2009.

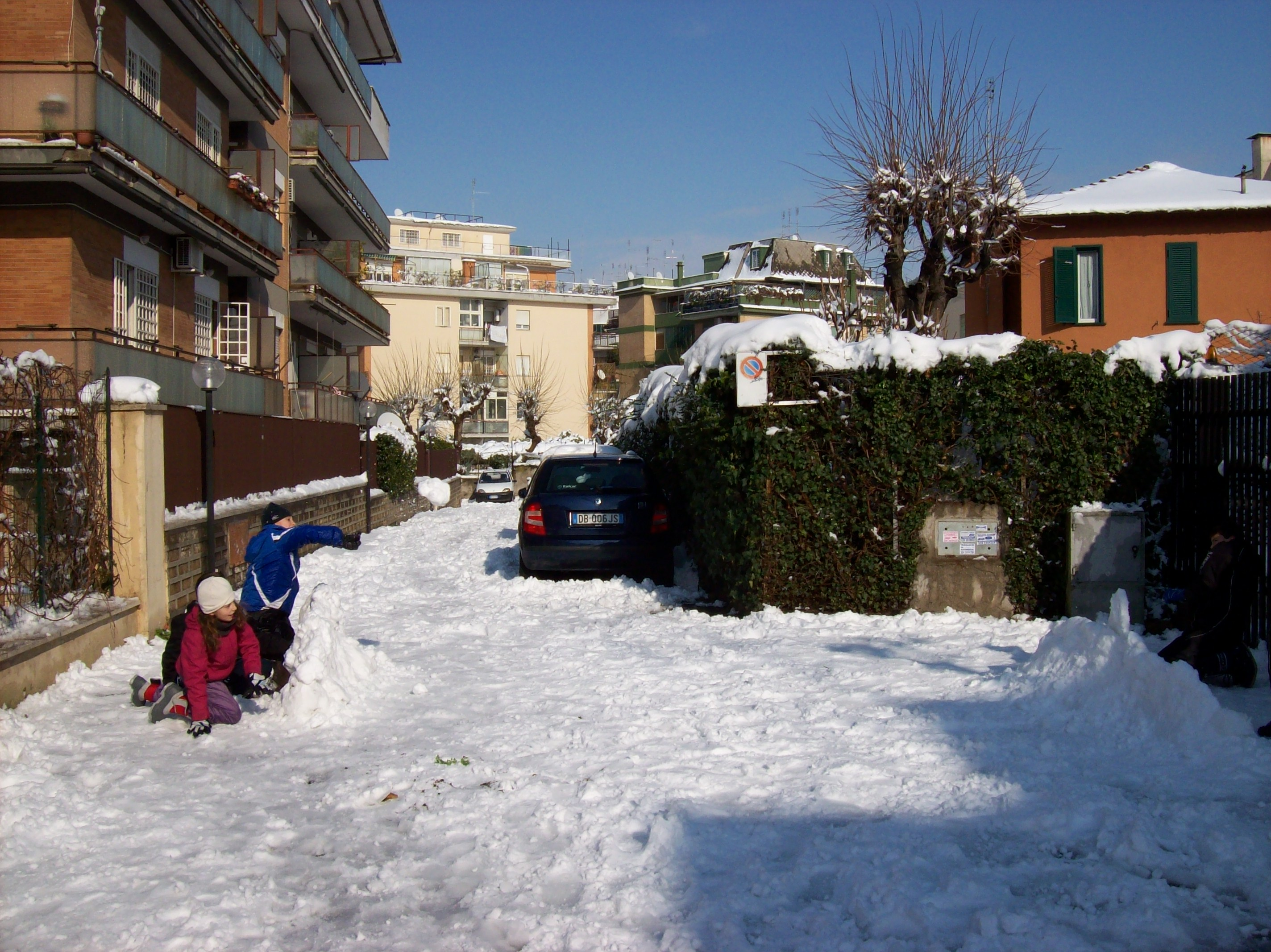
Snöbollskrig mellan barn i Rom i februari 2012.

Ett snöbollskrig är en lek som innebär att deltagarna kastar snö på varandra, oftast i form av snöbollar. Leken går ut på att pricka sina motståndare med snön och samtidigt själv undvika att bli träffad. Snöbollskrig är vanligt bland barn, men är numera förbjudet på många skolor i Sverige på grund av skaderisken för främst ögonen – av grus och sten.
Snöbollskrig finns även som sport under namnet Yukigassen. Svenska Yukigassenförbundet bildades i januari 2009 av studenter vid Luleå tekniska universitet.

### Fotnoter
1. ↑  Mats Amnell (23 mars 2011). ”Så ser skolorna på snöbollskrig”. Sydsvenskan. Arkiverad från originalet den 5 november 2015. http://archive.is/2015.11.05-184133/http://www.sydsvenskan.se/omkretsen/sa-ser-skolorna-pa-snobollskrig/. Läst 5 november 2015.
2. ↑  Malin Siwe (11 december 2005). ”Snöbollen i förbudshelvetet”. Sydsvenskan. Arkiverad från originalet den 17 september 2016. https://web.archive.org/web/20160917052250/http://www.dn.se/ledare/signerat/snobollen-i-forbudshelvetet/. Läst 5 november 2015.